# 安齊勇馬
安齊 勇馬（あんざい ゆうま、1999年5月15日 - ）は、日本の男性プロレスラー。群馬県安中市出身。全日本プロレス所属。

## 経歴
高校からレスリングを始める。また小学校から中学校にかけて野球、サッカー、空手も経験していた。中央大学に進学後もレスリングを続け、東日本学生レスリング選手権大会春季大会優勝や全日本大学グレコローマン選手権5位等の成績を収める。2021年に諏訪魔からのスカウトを受けて全日本プロレスへの入門を決意。翌2022年1月2日の後楽園ホール大会でファンへ向けての入門挨拶を行う。4月1日付で全日本プロレスに正式入門。デビューへ向けてトレーニングをはじめる。
8月7日に、全日本プロレス50周年記念大会である9月18日の日本武道館大会でのデビューが発表される。8月20日にはその対戦相手が新日本プロレス所属の永田裕志である事も発表された。そして来る武道館大会でデビュー戦を行い、新人とは思えないファイトを見せて永田からも絶賛された。9月19日後楽園ホール大会ではパンクラスmissionの鈴木みのるとシングルマッチを行い、完敗。
10月2日後楽園ホールで先輩の宮原健斗、井上凌に加え大日本プロレスの野村卓矢をパートナーとし、永田裕志率いる新日本プロレスのヤングライオンである藤田晃生、中島佑斗、大岩陵平と激突する。試合はパートナーの井上が敗北するが、同じ若手同士のバチバチとした激戦を繰り広げ、試合後も中島とにらみ合うなどエキサイトし、観客からも絶賛を受けた。同日に永田とのタッグで年末の世界最強タッグ決定リーグ戦出場が発表された。デビュー2か月弱での出場は異例の早さである。最終戦では諏訪魔&KONO組と激突し、ジャーマン・スープレックスで諏訪魔から直接ピンフォールを奪う。デビュー初自力勝利&初の先輩越えである。
2023年8月6日から開催された、プロレスリング・ノアのリーグ戦『N-1 VICTORY』に出場が決定。ノアの所属選手たちと対戦や、現在の全日本ではなかなか機会に恵まれない海外のレスラーとの対戦を経験し、2勝5敗の成績を残す。
同年9月、GUNGNIR OF ANARCHYを脱退した本田竜輝の呼びかけに応え、同月14日より共闘。同年の世界最強タッグ決定リーグ戦より、コンビ名を「New Period」とした。
2024年3月30日、大田区総合体育館大会で中嶋勝彦を破り三冠ヘビー級王座初戴冠。24歳10ヶ月での三冠獲得となり、これまで宮原健斗が持っていた最年少戴冠記録（26歳11か月）を塗り替える。

## 得意技
ギムレット
相手を肩車で抱え上げ、マットに後頭部から落とす技。2024年チャンピオン・カーニバル初戦で初披露し、斉藤ジュンを下した。また、三冠ヘビー級王座初防衛戦で勝利を決め、宮原健斗越えの原動力にもなった。
バックドロップ
2024年7月13日の三冠ヘビー級選手権試合、諏訪魔との防衛戦で、掟破りの形で初使用。
ダブルアーム・スープレックス
デビュー戦から使用している。
ジャーマン・スープレックス
上記のダブルアーム同様、綺麗なブリッジで弧を描く。中嶋勝彦を下し、初の三冠ヘビー級王座を戴冠した技。
ジャンピング・ニーバット
2023年より使用開始。
フェイスロック
2024年チャンピオン・カーニバルから使用開始。諏訪魔をレフェリーストップへと追い込んだ。

## タイトル歴
全日本プロレス
- 三冠ヘビー級王座（第72代）
- アジアタッグ王座（第125代、パートナーはライジングHAYATO）

プロレス大賞
- 新人賞（2022年）
- 殊勲賞（2024年）

## 入場テーマ曲
鈴木修「ROOT ON」

## エピソード
- 特技は高校時代から始めた羊毛フェルト。
- 父が伝統空手の元世界王者で、自身も幼少時に空手をやらされていたが当の本人は空手の練習が本当に嫌で、母から遊☆戯☆王カードを買ってもらうことを条件になんとか6年間空手を続けた。
- 学生時代のレスリング実績・長身に甘いマスク等、ファンからもデビュー前からその素質を期待されていた。同団体の先輩であるジャンボ鶴田→諏訪魔と続く中央大学出身者であるという点も支持されている要因である。
- 2024年2月29日に出身地である群馬県安中市のアンバサダー第1号に任命され[6]、3月8日に同市役所で委嘱式が行われた[7][8]。任期は4月からで最長3年間[9]。3月10日に群馬県Gメッセ群馬で凱旋記念試合を行い、ジャーマンスープレックスホールドで勝利している[10]。

## メディア出演
- ようこそ運ダーランド～今年イチの強運は誰だ？～（東海テレビ制作・フジテレビ系全国ネット、2022年12月24日）
- ようこそ運ダーランド～最強運No.1決定戦2023秋～（東海テレビ制作・フジテレビ系全国ネット、2023年10月7日）
- かまいガチ（テレビ朝日系全国ネット、2024年9月25日）